# Сейя Стойка
Сейя Стойка (на немски: Ceija Stojka) е австрийско-ромска писателка и поетеса, художничка, обществена активистка и музикантка, оцеляла от Холокоста, авторка на мемоари за периода.

## Биография и творчество
Сейя Стойка е родена на 23 май 1933 г. в Краубат ан дер Мур, Щирия, Австрия, петото от шест деца на семейство от католическата каста Ловари. Двама от братята ѝ, Карл „Карли“ Стойка и Йохан „Монго“ Стойка, също са писатели и музиканти. Фамилията Стойка има 200-годишна история и е на търговци на коне, чийто керван прекарва зимите във Виена, а летата пътувайки из австрийската провинция. Заедно с майка си и четирима от петимата братя тя оцелява след Холокоста и интернирането в „Аушвиц“, „Равенсбрюк“ и „Берген-Белзен“. Баща ѝ е изпратен в концентрационния лагер „Дахау“, а след това в Центъра за евтаназия в Хартхайм, където е убит от нацистите. Най-малкият ѝ брат умира в „Аушвиц-Биркенау“ през 1943 г. Освободени са от британците от „Берген-Белзен“ през 1945 г. и се връщат във Виена. Там започва училище на дванадесетгодишна възраст във втори клас.
Има две деца – син и дъщеря. Тя изкарва прехраната си, продавайки плат от врата до врата, както и продажба на килими на пазари до 1984 г. След това живее във Виена като писателка, художничка, певица и публичен лектор. През 1992 г. става австрийска говорителка за признаване на геноцида на ромите и синтите, като едновременно с това е и глас в борбата срещу дискриминацията, от която ромите продължават да страдат в цяла Европа.
След края на Втората световна война семейството вижда липсата на признание на преследванията на ромите в Австрия и материална компенсация, невежеството на населението относно това страдание и продължаването на някои антиромски политики. През 1988 г. е издадена първата ѝ книга с мемоари „Живеем скрити. Мемоари на ром-циганин“ (Wir leben im Verborgenen. Erinnerungen einer Rom-Zigeunerin), в която оповестява публично въпросите, свързани с нацисткото преследване на австрийския ромски народ. Книгата получава значително обществено внимание заради темата си и факта, че авторката е жена. Книгата получава наградата „Бруно Крайски“ за политическа книга. Тя продължава да коментира темата в следващите си две мемоарни книги „Пътешественици по този свят“ (Reisende auf dieser Welt) от 1992 г. и „Дали сънувам, че съм жива? Освободена от Берген-Белзен“ (Träume ich, dass ich lebe? Befreit aus Bergen-Belsen) от 2005 г.
Сейя Стойка започва да рисува на 56-годишна възраст, използвайки нетрадиционни инструменти за рисуване като пръсти и клечки за зъби. Работи с различни материали, включително картон, стъклени буркани, пощенски картички и солено тесто. Творчество ѝ се корени в немския експресионизъм и народното изкуство и изобразява лагерите на смъртта, както и „идилични“ картини на семейния живот в техния изрисуван фургон преди Холокоста. То може да се раздели на два цикъла – първият е „Дори смъртта се страхува от Аушвиц“, който изобразява нейните спомени от концентрационните лагери и е съставена предимно от черно-бели рисунки с мастило и сравнително малко маслени картини, а вторият – „Светъл цикъл“ включва цветни маслени картини на природата, пейзажи, ромски фургони, танци и семейство. Нейни творби са изложени в Еврейския музей във Виена и в Мемориала в Равенсбрюк, както и в множество изложби.
През 1999 г. режисьорката Карин Бергер прави за нея документалния филм „Ceija Stojka“. През 2000 г. е удостоена с наградата „Йозеф Фелдер“ от регионалния съвет на Бавария като признание за нейните граждански заслуги и работа от общ интерес, през 2001 г. получава от Федерална провинция Виена Златен медал за заслуги, през 2005 г. получава хуманитарен медал от град Линц, през 2008 г. получава Орден за заслуги от федералния министър на образованието, изкуствата и културата на Австрия.
Сейя Стойка умира на 28 януари 2013 г. във Виена.
Но нейно име е кръстен площад във Виена. Животът ѝ представен в документалния филм от 2013 г. „Не ни забравяй“, който проследява няколко неевреи, оцелели от Холокоста.

## Произведения
- Wir leben im Verborgenen. Erinnerungen einer Rom-Zigeunerin (1988) – награда „Бруно Крайски“[1][2]
- Reisende auf dieser Welt (1992)
- Meine Wahl zu schreiben – ich kann es nicht (2003) – стихосбирка
- Träume ich, dass ich lebe? Befreit aus Bergen-Belsen (2005)
- Auschwitz ist mein Mantel (2008) – монография с рисунки, картини и стихотворения
- Sogar der Tod hat Angst vor Auschwitz (2014) – монография с рисунки, картини и стихотворения
- Ceija Stojka. Une artiste rom dans le siecle. A Roma artist in the century (2018) – монография с рисунки, картини и стихотворения